# Tragas o escupes
Tragas o escupes es el duodécimo y último álbum de estudio de la banda española de rock Jarabe de Palo. Se lanzó el 26 de mayo de 2020, dos semanas antes del fallecimiento de Pau Donés, vocalista y líder de la banda.
Este disco estaba previsto para ser sacado en septiembre de 2020, pero finalmente se lanzó por sorpresa el 26 de mayo, teniendo en cuenta el estado de salud de Donés.

## Lista de canciones
| N.º | Título                         | Duración |  |
| 1.  | «Vuelvo»                       | 3:26     |  |
| 2.  | «Misteriosamente hoy»          | 3:06     |  |
| 3.  | «Eso que tú me das»            | 3:35     |  |
| 4.  | «La vida es el momento»        | 3:07     |  |
| 5.  | «Tragas o escupes»             | 3:13     |  |
| 6.  | «Los ángeles visten de blanco» | 3:17     |  |
| 7.  | «Valiente»                     | 4:12     |  |
| 8.  | «Hombrecitos»                  | 3:38     |  |
| 9.  | «Me flechaste, ingrata»        | 3:24     |  |
| 10. | «Los peces no tienen corazón»  | 4:06     |  |
| 11. | «Besos en el ascensor»         | 3:34     |  |

## Créditos
- Pau Donés - voz, guitarra eléctrica, guitarra acústica
- Alex Tenas - batería
- Jimmy Jenks Jiménez - saxo
- Jaime de Burgos - teclados
- Jordi Vericat - bajo
- David Muñoz - guitarra